# Frederik Danneskiold-Samsøe
 Der er flere personer med dette navn, se Frederik Danneskiold-Samsøe (1916-1994).
Frederik greve Danneskiold-Samsøe (1. november 1703 på Assendrup – 18. juli 1770 på Marselisborg) var en dansk greve, statsmand, gehejmeråd, marineminister, generaladmiral-løjtnant og chef for den danske marine. Han var lensbaron til Baroniet Marselisborg, hvis centrum var herregården Marselisborg.

## Ungdom
Han var yngre søn af Christian Gyldenløve og Dorothea Krag. Han var født 1. november 1703. Det blev bestemmende for hans liv, at han allerede i sit niende år tillige med sin ældre broder Christian Danneskiold-Samsøe kom til England, hvor han forblev, indtil han havde fyldt seksten år. Han lagde sig der efter det, der senere blev hans livsgerning, nemlig efter alt, hvad der vedrørte søvæsen, skibsbyggeri og mekanik. Efter at have forladt England opholdt han sig en kort tid i Paris, men genoptog derpå i Holland sine maritime studier.
Da han kom tilbage til Danmark 1721, atten år gammel, havde han ondt ved at vinde sin kongelige onkel Frederik IV's velvilje. I Søetaten fik han ingen ansættelse; men han måtte tage til takke, først med kommando over et kompagni ryttere, siden med at få et kompagni i Fodgarden at føre, og det endda kun for en kort tid; han fik snart sin afsked. Dog blev han 1729 hædret med gehejmerådstitel. Da Christian VI kom på tronen, søgte han atter ansættelse, og så blev den til søvæsenet opdragne mand ansat som assessor i Højesteret og i Hofretten. Men heldigvis kom kongen dog under vejr med, hvad han egentlig duede til, og gjorde ham til deputeret i Søkommissariatet (1731). Han forstod snart at gøre sig gældende her; men hans kritik over adskilligt i marinens styrelse bragte ham i strid med general Poul Vendelbo Løvenørn, der i Christian VI's første år havde den øverste ledelse af Søetaten ligesom også af Landetaten. Da Danneskiold-Samsøe forelagde sine udsættelser for kongen, fandt de i det mindste efterhånden dennes tilslutning, og resultatet blev, at Christian VI, trods sit varme venskab for Løvenørn, besluttede at skille Søetatens styrelse fra Landetatens, og efter at Løvenørn havde fratrådt marinen 26. marts 1735, overdroges dennes ledelse til Danneskiold-Samsøe, dog således at han først 23. november blev udnævnt til oversekretær. Det følgende år blev den øverste styrelse endnu fuldstændigere lagt i hans hånd, i det han samtidig fik titel af intendant. Som sådan vedblev han at virke under hele Christian VI's regering. 1738 blev han gehejmekonferensråd, 1739 fik han l'union parfaite og 1743 blev han generaladmiral-løjtnant.

## Chef for Søetaten
Ingenlunde alt i Danneskiold-Samsøes kritik af forholdene under hans forgænger var berettiget. Det er et yderst skævt billede, han selv senere har givet af flådens tilstand, som den var, da han overtog styrelsen. Intet kunne være uretfærdigere end at påstå, at den var blevet forsømt af Løvenørn, thi der var blevet bygget betydeligt i hans tid, og en sagkyndig fransk admiral har dengang i en indberetning derom til sin regering udtalt en meget anerkendende dom over det arbejde, der blev udført på Holmen. Danneskiold-Samsøe kunne med rette have kritiseret, at man byggede linjeskibene for små; men i det sted angreb han selve den talentfulde konstruktør Knud Nielsen Benstrup og voldte hans og hans forsvarer Frederik Christopher Lütkens fald. Dog må det nævnes, at han nogle år senere udvirkede, at kongen tildelte Benstrup en årlig pension på 800 rdl. Hvor ensidig han var optrådt imod Benstrup, viste sig, da han kom i spidsen for Søetaten, thi han havde ondt ved at komme til klarhed om, hvorledes linjeskibene skulle bygges, og han måtte efter få års forløb tage sin tilflugt til en fransk konstruktør, Laurent Barbé, hvis princip for skibsbygningen var det samme som Benstrups, kun anvendt på skibe af større dimensioner, hvorved det først kom til sin rette anvendelse.
Men trods dette betegner Danneskiold-Samsøes styrelse et tydeligt og stort fremskridt. Han var et afgjort administrativt talent, der havde øjnene med sig i forskellige retninger, og samtidig med at han gavnede marinen på mange områder, forstod han at vise forstandig økonomi. Den flåde, der kunde rådes over på den tid, da Christian VI døde, talte 29 linjeskibe og en mængde mindre skibe; han havde straks fra sin første tid taget fat på at skaffe flåden en dok, hvortil der selvfølgelig var den største Trang, og ved hjælp af en indkaldt hollandsk vandbygmester, Dumreicher, gennemføre han i løbet af 4 år med stor energi dette foretagende, som de stedlige forhold gjorde vanskeligt; han uddybede Flådens Leje og Københavns Havn saaledes, at orlogsskibene nu først fuldt kunne ekviperes der, og det var under ham, at flåden fik flere af sine vigtigste arsenalbygninger, som den har brugt helt indtil 1900-tallet. Ikke mindre tænkte han på at sikre havnen ved faste søbatterier, en plan, der dog først senere blev udført. Alt, hvad der vedrørte skibenes ekvipering, kom i en tidligere ukendt orden, og det var ham, der genoptog og fuldt udviklede, hvad der tidligere var forsøgt for at skaffe flåden dens nødvendige mandskab ved indrullering, men var kommet i forfald. Nu grundlagdes 1739-41 det indrulleringsværk både i Danmark, Norge og Slesvig, som har holdt sig indtil de nyeste tider.
Samtidig arbejdede han med iver på at skaffe marinen en god søofficersstand ved at lade officererne få en meget bedre uddannelse, end de tidligere havde haft. Den skarpe opmærksomhed, han havde henvendt på havneforholdene ved København, bragte ham ind paa den storartede tanke at uddybe Kalvebod Strand således, at skibsfarten syd fra til København kunde gå den vej. Men han gav rigtignok sin plan et aldeles overdrevent omfang. Samtidig med at Kalvebod Strand skulde uddybes, var det nemlig hans mening, at man skulle forsænke Drogden, så al skibsfart til og fra Østersøen nødvendigvis kom til at gå igennem Københavns Havn. Dette ville åbenbart både have vakt andre Østersøstaters forbitrelse og ville desuden kun have ført til en udstrakt brug af Flinterenden og Store Bælt, hvilke løb han dog ikke kunne spærre. Men som et middel til at forbedre indsejlingen til København havde hans tanke sin store berettigelse.

## Temperamentsfuld og besværlig
Uheldigvis forenede Danneskiold-Samsøe et vanskeligt temperament med sin ualmindelige dygtighed. Han var åbenbart ikke let at arbejde sammen med, og det blev ikke bedre ved hans oplagthed til at finde det galt, andre gjorde. Selv Christian VI skrev betegnende nok om ham til Johan Sigismund Schulin: "Grev D. er meget sensibel; men efterdi han er os nyttig, ville vi gjærne menagere ham saa meget som muligt". Det var godt for Danneskiold-Samsøe, at Christian VI, der interesserede sig meget for flåden, havde denne opfattelse af hans dygtighed, thi der skete gentagne gange forsøg på at styrte ham. Snart hed det, at dokken var et forfejlet arbejde, der aldrig ville blive til noget, snart fik kongen meddelelser så ad den ene, så ad den anden vej om, at Danneskiold-Samsøes beretninger om flådens tilstand gav en aldeles falsk forestilling derom, eller det hed sig, at arbejdet gik rent i stå på Holmen, og at der intet blev udført der ude. Farligst var det måske, da selve Holmens chef, admiral Ulrik Frederik Suhm – historikerens fader -, som tidligere havde stået ham meget nær, optrådte imod ham med den klage til kongen, at havnen ikke var i den tilstand, som Danneskiold-Samsøe havde indberettet. Men hvor tilbøjelig Christian VI end var til mistænksomhed, så tog han med besindighed på al denne onde snak, han lod forholdene omhyggelig undersøge, og det uretfærdige i sigtelserne imod Danneskiold-Samsøe trådte da tydelig frem.
Imidlertid havde kongen også ladet denne få stor indflydelse på et andet område, det var, da han 5. december 1735 oprettede General-, Landøkonomi- og Kommercekollegiet. Danneskiold-Samsøe har åbenbart været sjælen i dette, hvis præses han var fra dets oprettelse til marts 1739. For så vidt det var Kollegiet, der fremkaldte stiftelsen af banken i København, hvis virksomhed begyndte 1737, har Danneskiold-Samsøe her arbejdet i en heldig retning. Man kan heller ikke miskende, at der var noget fædrelandssindet i den iver, som blev udfoldet for at udvikle handel og industri; men det hele forsøg på at skabe vindskibelighed ved et til stor yderlighed drevet beskyttelsessystem med forbud på indførsel af en masse varer var dog i sin grund en stor misforståelse.

## Æresbevisninger
Allerede under Frederik IV var Danneskiold-Samsøe på en tid, da han ellers havde ondt ved at arbejde sig frem, blevet Dannebrogsridder (1722), hvad der vel altså er blevet opfattet som en æresbevisning, der ikke kunne nægtes ham, en konges sønnesøn. Christian VI synes at have haft en egen smag med hensyn til sine hædersbevisninger. I det mindste lod han ved dokkens indvielse Danneskiold-Samsøe kun få en sølvmedalje, medens hver af Konseillets medlemmer fik en guldmedaille. Senere skænkede han ham efter en af anklagerne imod ham som et oprejsningstegn sit portræt, indfattet i brillanter, til at bære på brystet. Derimod blev Danneskiold-Samsøe besynderligt nok ikke under ham Ridder af Elefanten. Denne orden skænkedes ham først ved Frederik V's kroning 1747. Den blev den gang sendt ham med den tilføjelse, at dette eksemplar af ordenen var det, Christian VI selv havde båret, og at kongen derfor troede, den ville være ham dobbelt kær.

## Afskedigelse
Men dog kom denne udsøgte hædersbevisning nærmest som et plaster på et sår. Danneskiold-Samsøe var meget snart efter Christian VI's død blevet afskediget fra sin stilling i Søetaten. Han var nu i adskillige år pensioneret embedsmand, blev fristet af Frederik II af Preussen til at træde i hans tjeneste for at organisere ham en marine, men modstod det og levede i ro, først på Søllerødgård, som han havde ejet en række år, så i Århus, hvor han kunne være i nærheden af Marselisborg, som han havde fået efter sin farbroder Ulrik Christian Gyldenløves død (1719). Men da kaldte kongen ham tilbage til virksomhed i statens tjeneste, dog ikke inden for marinens område, men som overhofmester ved Sorø Akademi (1760) og amtmand over Ringsted og Sorø Amter. Embedskarrieren under enevælden slog tit besynderlige bugter, således også her. Men den virksomme mand tog sig med iver af de ham hidtil ganske fremmede forretninger. Der var altid noget af en stærk personlighed i, hvad han tog sig for, og han skal have arbejdet Akademiet hæderlig op i de 4 år, han tilbragte der, indtil hans mange klager over den pekuniære slette stilling, hvorunder regeringen lod Akademiet lide, bevirkede, at han fik sin afsked (1764).

## Genoptagelse af karrieren
Man har et par taler af ham fra denne tid, den ene holdt kort efter, at han havde mistet sin hustru, som han havde levet meget lykkelig med. De vise en dyb religiøs følelse og et for ungdommen varmt sind, der særlig tiltaler, fordi det sprog, hvori han udtrykte disse stemninger, har et påfaldende naturligt og simpelt præg. Efter hans død udgaves hans Samling af Morgen- og Aftenbønner (2 dele, 1775), dels originale, dels frie oversættelser. Hans stærkt religiøse stade bragte ham til at se med lidet venlige øjne på den som pædagog bekendte Johann Bernhard Basedow, hvem han på grund af hans fritænkerske meninger holdt for en farlig ungdomslærer, og han fik ham fjernet fra Sorø Akademi, hvor han var professor. Da senere Basedow havde fået et professorat i Altona, søgte Danneskiold-Samsøe, hårdnakket som han var, også at få regeringen til at fjerne ham der fra og derimod at lade ham få en stilling af en helt anden slags, i hvilken han ingen skade kunne gøre.
To år efter, at Danneskiold-Samsøe havde forladt Sorø, indtraf en ny svingning i hans liv. Da Christian VII havde tiltrådt regeringen, henvendte Danneskiold-Samsøe sig straks til ham med en Fremstilling af, hvor uheldig Søetatens styrelse var ordnet, og da den daværende overkrigssekretær, Frederik Christian Rosenkrantz, forgæves havde stræbt at tilbagevise hans angreb, udnævnte Christian VII ham – ikke uden stærk tilskyndelse af sin svoger Carl af Hessen – 1. august 1766 til medlem af Konseillet. 25. samme måned blev han atter stillet i spidsen for marinen som overkrigssekretær for Søetaten og "Surintendant de marine". Årene havde imidlertid lige så lidt svækket den lidenskabelige mands stridslyst som hans virkelyst.

## Afskediget igen
Det var ham ikke nok at styre Søetaten, og i en memoire, han overleverede kongen, angreb han J.H.E. Bernstorff skarpt som en skadelig minister. Men Bernstorff forsvarede sig så kraftigt, at angrebet prellede af, og det varede ikke længe, inden Danneskiold-Samsøe selv måtte vige sine stillinger i Konseillet og i Søetaten (27. oktober 1767). Man har i tidligere tid givet den temmelig uværdige mand, der blev hans efterfølger i Søetaten, grev Christian Conrad Danneskiold-Laurvig, skylden for at have fået ham styrtet; men højst sandsynlig har han også haft en særlig fjende i den hos kongen meget formående russisk-holstenske diplomat Caspar von Saldern, der var forbitret på ham, fordi han var en modstander af det holstenske mageskifte og af den stærke tilnærmelse til Rusland, der den gang var betegnende for Johann Hartwig Ernst von Bernstorffs udenrigske politik. Danneskiold-Samsøe overlevede kun kort sin sidste afskedigelse, han døde allerede 18. juli 1770 på Marselisborg.
I sit ægteskab med Dorothea komtesse Wedell-Wedellsborg (død 1763) som han var blevet gift med i en alder af 21 år 31. juli 1724, havde han haft tre sønner og seks døtre. Kun en søn og to døtre blev voksne. Dels som formynder en tid lang for en brodersøn, dels som styrer af sine egne sager viste han påfaldende ringe økonomisk sans; men han har åbenbart som embedsmand haft administrative evner som få her hjemme, og hvad der end var af lidenskabeligt og trættekært ved hans natur, er hans fortjenester ubestridelige. De har været lige så store, som hans fædrelandsfølelse var varm.
Han er begravet i Vor Frue Kirke i Aarhus.
Danneskiold-Samsøes Allé på Holmen i København er opkaldt efter ham. En mindestøtte ved Jægerspris Slot er rejst 1778 og udført af Johannes Wiedewelt. Der findes en pastel af Carl Gustaf Pilo 1745 på Gisselfeld (moderne kopi på Frederiksborgmuseet), litograferet 1868. Nogle ungdomsportrætter og malerier af Johan Friedrich Arends 1770 og 1771 på Gisselfeld. Endvidere malerier på Sorø Akademi (formentlig af Peder Als), i slægteje, på Orebygård og Ledreborg. Stik af G.L. Lahde 1795 efter maleri af Peder Als.
| Efterfulgte: ? | Amtmand over Ringsted Amt 1760 - 1764 | Efterfulgtes af: ? |
| Efterfulgte: ? | Amtmand over Sorø Amt 1760 - 1764     | Efterfulgtes af: ? |